# Saint-Ignace-de-Stanbridge
Saint-Ignace-de-Stanbridge è un comune del Canada, situato nella provincia del Québec, nella regione di Montérégie.